# アスリートバンク
アスリートバンクは株式会社ウィッシュが企画編集した、スポーツに特化したウェブマガジンである。
今まで日の当たらなかったスポーツ選手や引退後の選手にスポットを当てるというコンセプトでテスト号を創刊。2008年10月14日に第一号が創刊し、2009年1月の第6号をもって休止された。休刊の理由は当初予定していたスポンサー企業がリーマン・ショック等の影響で決裂した事が原因という説もある。
2009年1月休止の後は記事更新はされていない。

## 主な記事構成
- マンスリーシューティング
- 特集
- セカンドライフ
- NEW FACE
- 連載コラム
- PHOTO GALLERY
- AB広場
- ATHLETE BANK

## ライター
スポーツライターやジャーナリストを中心に多くの執筆人のコラムを掲載していた。
順不同
- 編集長　黒井克行　2009年1月退任
- 杉浦大介
- 小川直樹
- 松原孝臣
- 松下茂典
- 鈴木亨
- 田誠
- 岡本英司
- 尾崎将司
- 矢沢彰吾
- マイク・ザッカーマン
- 増田晶文
- 山下将史
- 石山健一
- 富樫鉄火
- 熊崎敬
- カメラマン藤田真郷

## エピソード
- 2008年12月のプロ野球選手工藤公康の横浜ベイスターズの契約更改の記事をスクープしたため、すべてのメディアがこの記事をベースに引用した。
- ライターにスポーツ関係者が多いため、スポーツ選手やジャーナリストの読者が多かった。